# George Taylor (botaniste)
George Taylor, né le 15 février 1904 à Édimbourg et mort le 12 novembre 1993 à Dunbar, est un botaniste écossais.

## Biographie
Il obtient sa maîtrise de botanique en 1926 à l'université d'Édimbourg. En 1928, il travaille comme assistant au département de botanique (Herbarium) du British Museum. Il travaille pendant toute la période de la Seconde Guerre mondiale dans des usines aéronautiques militaires. Il est directeur du jardin botanique de Kew Gardens de 1956 à 1971, succédant à Edward James Salisbury.
Il effectue plusieurs expéditions botaniques en Afrique du Sud et en Rhodésie en 1927, 1928 et 1934. Il collecte par exemple avec d'autres botanistes des spécimens des genres Gladiolus, Ixia ou Kniphofia. Il dirige l'expédition de 1934-1935 en Afrique orientale pour le compte du British Museum. En 1938, il organise avec  George Sherriff (en) et Frank Ludlow une mission d'exploration botanique au Bhoutan et dans le sud du Tibet, où il étudie notamment des spécimens des genres Rhododendron, Primula, Gentiana ou Meconopsis.
George Taylor publie en 1934 An Account of the Genus Meconopsis.

## Distinctions
- 1962: il est titré « Knight Bachelor » (chevalier)
- 1964: il est élu président du Xe Congrès international de botanique
- 1965: il reçoit la Médaille Victoria de l'honneur de la part de la Royal Horticultural Society
- 1968: il est nommé Fellow de la Royal Society
- 1984: il reçoit la Médaille écossaise d'horticulture, de la part de la Société royale calédonienne d'horticulture

George Taylor était membre de la Linnean Society of London et de la Royal Society of Edinburgh. Il fut président de 1969 à 1972 de l'International Association for Plant Taxonomy.

## Quelques publications
- George Taylor, William Jackson Bean, Trees and shrubs hardy in the British Isles, 1914, 1988.
- George Taylor, An account of the genus Meconopsis, 1934, 1985
- George Taylor & Blanche Henrey, Flower portraits, 1938
- George Taylor & John Smart, Bibliography of key works for the identification of the British fauna and flora, 1942, 1953
- George Taylor, Lae Herbarium, Papua and New Guinea, 1965
- George Taylor, Index Kewensis plantarum phanegamarum. ductu et consilio Georgii Taylor confecerunt Herbarii Horti Regii Botanici Kewensis curatores, 1970
- George Taylor, Spiralian embryology, 1972.

## Source
- (it) Cet article est partiellement ou en totalité issu de l’article de Wikipédia en italien intitulé « George Taylor (botanico) » (voir la liste des auteurs).